# VTV
VTV was een Nederlandse televisiezender die tussen 2 oktober 1995 tot 28 juni 1996 uitzond op hetzelfde kanaal als Kindernet.
De doelgroep zender was specifiek gericht op jonge vrouwen (20-49) die bijvoorbeeld net terug waren gekomen van hun kinderen naar school brengen, Kindernet zond tot dan toe uit van 7 tot 10 uur, dat werd terug gebracht naar 9.30 uur, VTV zond uit van 09.30 tot 11.00. Voormalig Veronica Omroep Organisatie presentatrice Léonie Sazias was het bekendste gezicht. Vanaf 1996 kwam daar ook Karin Vlasblom bij, voormalig zangeres van de groep Frizzle Sizzle. 
VTV bestond allereerst in 1995 uit een totaalprogramma met verschillende onderdelen (Ojevaarsjo, Voel je lekker, Wie kookt er vandaag?) die allemaal door Léonie Sazias met elkaar werden verbonden en gepresenteerd. De bekende Amerikaanse soap serie Another World werd in korte delen tussen de programma onderdelen in uitgezonden.
In 1996 de tweede helft van het enige seizoen van de vrouwenzender werden de afleveringen van Another World steeds in zijn geheel uitgezonden en wisselden korte programma's van Léonie Sazias (Ojevaarsjo, Vita Vesta, O Dier) en Karin Vlasblom (Binnenste buiten, De hort op, Lekker Lijf) zich af.
De zender VTV werd opgericht door media ondernemer Dick van Leeuwen (o.a. Holland Visions) en werd geleid door Jan-Willem Bult (programma manager), Everhard van den Brakel (commercieel manager) en Marc Vooges (communicatie manager). Alle 3 ook tegelijkertijd verantwoordelijk voor de dagelijkse gang van zaken bij de kinderzender KinderNet.

## Programmering
- Another World - ingeleid door Léonie Sazias
- Ojevaarsjo - met Léonie Sazias
- Voel je lekker - met Léonie Sazias
- Wie kookt er vandaag? met Léonie Sazias, chef Alain Caron en 'de boodschappen man'
- Vita Vesta - met Léonie Sazias
- O Dier - met Léonie Sazias
- Binnenste buiten - met Karin Vlasblom
- De hort op - met Karin Vlasblom
- Lekker lijf - met Karin Vlasblom